# آرمز اورانیوم هلدینگ
آرمز اورانیوم هلدینگ (انگلیسی: ARMZ Uranium Holding) شرکت استخراج اورانیوم روس است، که در سال ۱۹۹۲ تأسیس شد.